# Tivoli (Zwickau)

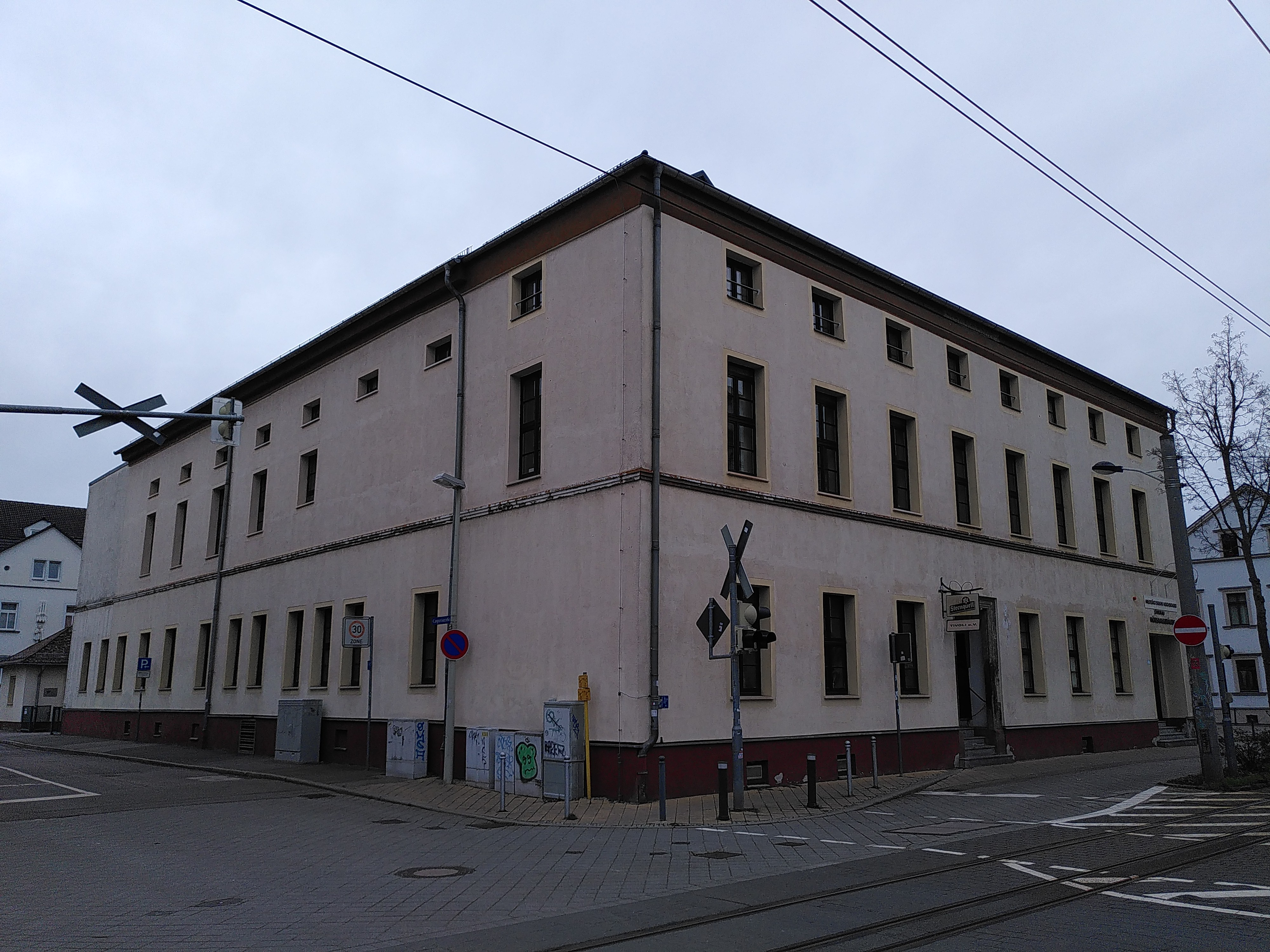
Tivoli (2024)

Das Tivoli (früher Deutsches Haus, auch Deutsches Theater) ist ein Gebäude mit gleichnamigem Studentenclub und Hörsälen der Westsächsischen Hochschule Zwickau in der Äußeren Schneeberger Straße 18, Zwickau.

## 19. Jahrhundert
Das damals so bezeichnete Deutsche Haus war ein vielfältig genutzter Ort und auch von wirtschaftlicher Bedeutung. So fand hier die osterländische Gewerbeausstellung vom 20. August bis zum 10. September 1854 statt. Am 3. November 1860 gründete sich der Verein für bergbauliche Interessen mit dem Ziel, die Kohleindustrie besser zu koordinieren. Alle örtlichen Steinkohlewerke traten bei.
Auch die Arbeiter organisierten sich in diesem Gebäude: So sprach am 5. Dezember 1868 Julius Motteler über die Aufgaben von Gewerksgenossenschaften. Vom 23. bis 25. April 1870 gründeten dann Delegierte der Arbeiter aus dem regionalen Kohlerevier, dem Ruhrgebiet und Sachsen-Anhalt hier die Internationale Gewerksgenossenschaft der Berg-, Hütten- und Salinearbeiter. Sie forderten bessere Arbeitsbedingungen wie den Achtstundentag, ein Frauen- und Kinderarbeitsverbot in Bergwerken, besseren Arbeitsschutz sowie soziale Absicherung. Der daraufhin am 4. Juli begonnene Streik war am 11. Juli auf 6000 Teilnehmer angewachsen, endete aber am 17. Juli auf einer großen Bergarbeiterversammlung ebenfalls im Deutschen Haus. Hintergrund der beschlossenen Wiederaufnahme der Lohnarbeit war der beginnende Deutsch-Französische Krieg. Am 10. September 1876 beantragte die Generalversammlung der Berg- und Hüttenarbeiter ebenfalls im Haus die Aufnahme in das Gewerkschaftsregister.
Künstlerisch war das Haus auch von Bedeutung: So wurde 1855 ein Theater eröffnet. Im März 1865 spielte die Pianistin Clara Schumann Werke von ihrem 1856 gestorbenen Mann Robert sowie von Beethoven, Hiller, Chopin und Mendelssohn. Dazu schrieb sie im Tagebuch:

„Seit vielen Jahren spielte ich mal wieder in Zwickau … Die Soirée fiel ganz hübsch aus …Dr. Uhlmann und Dr. Klitzsch hatten alles aufs Beste besorgt. Meine Schwägerin Pauline Schumann kam mit ihrer Tochter Anna, das war mir eine wahre Freude, ich hatte sie nach Roberts Tode noch nicht wieder gesehen … Das ist eine gute vortreffliche Seele, eine wahre Dulderin!“

Eine weitere Bedeutung bestand für das Vereinsleben: Am 11. Mai 1863 fand hier in Vorbereitung der Gründung des Albertvereins, dem Frauenverein des Roten Kreuzes, eine Generalversammlung aller Militärvereine vom Königreich Sachsen statt. Der Zwickauer Volksverein gründete sich im Haus am 29. Juni 1867, wie auch die Vereinigung Harmonie für gesellige Unterhaltung 1878. Die Mitglieder des 1887 gegründeten Evangelischen Arbeitervereins trafen sich regelmäßig im Deutschen Haus, aber auch in der Herberge Zur Heimat.

## Kino und Studentenclub
Bereits vor 1906 gastierten wandernde Filmtheater. Spätestens jetzt als Deutsches Theater bekannt, eröffnete am 3. Dezember 1927 ein Kino mit 600 Plätzen. Es wurde nach einer Rekonstruktion am 14. September 1962 wiedereröffnet, spätestens jetzt mit dem heutigen Namen Tivoli. 1964 wurden Theater und Kino geschlossen. Daraufhin eröffnete ein Studentenclub der FDJ. Der am 24. April 1990 gegründete Tivoli e. V. löste die DDR-Jugendorganisation ab. 2006 war der Club wegen Umbau ein halbes Jahr geschlossen. Das Studikino Zwickau findet regelmäßig in einem der drei städtischen Studentenclubs oder im großen Tivoli-Hörsaal 1 statt.